# Maxmilián Lorenc ze Starhembergu
Maxmilián Lorenc (Vavřinec) hrabě ze Starhembergu (Maximilian Laurenz Graf von Starhemberg) (1640 – 17. září 1689, Mohuč) byl císařský vojevůdce, mladší bratr Ernsta Rüdigera Starhemberga, proslulého obránce Vídně před Turky. Po krátké službě u dvora vstoupil do armády a ve službách rakouských i španělských Habsburků se zúčastnil dynastických válek v Evropě. Na počátku devítileté války byl povýšen do hodnosti polního maršála (1689), padl při obléhání Mohuče. Na jižní Moravě byl krátce majitelem panství Vranov nad Dyjí.

## Životopis
Pocházel ze starobylého šlechtického rodu Starhembergů, narodil se jako mladší syn dlouholetého dolnorakouského místodržitele Konráda Baltazara Starhemberga (1612–1687). O Maxmiliánově dětství nejsou žádné informace, poprvé je zmiňován v roce 1662 jako první komorník olomouckého biskupa arcivévody Karla Josefa. Po jeho smrti vstoupil do služeb Leopolda I. a v roce 1664 byl jmenován císařským komořím. Spolu se starším bratrem Ernstem Rüdigerem vstoupil v roce 1664 do říšské armády a bojoval ve válce proti Turkům. Po uzavření míru získal hodnost podplukovníka a poté odešel do služeb španělského krále ve Španělském Nizozemí. Zde byl povýšen na plukovníka a zúčastnil se devoluční války. V císařské armádě dosáhl v roce 1674 hodnosti generálního polního vachtmistra a od roku 1679 byl velitelem pevnosti Philippsburg na Rýně, v roce 1682 byl povýšen na polního podmaršála. Po vyhnání Turků od Vídně byl v roce 1684 povolán do Uher a pod velením Karla Lotrinského se vyznamenal při dobytí Visegrádu, téhož roku dosáhl hodnosti polního zbrojmistra. Po smrti Karla II. Falckého a následném sporu o dědictví Rýnské Falce byl vyslán do Heidelbergu. Na začátku devítileté války ztratil pevnost Philippsburg a byl povolán před vojenský soud do Vídně, který jej však osvobodil. Pod velením Karla Lotrinského se pak zúčastnil dalších bojů proti Francii a 1. března 1689 byl povýšen do hodnosti polního maršála. Od července 1689 se podílel na obléhání Mohuče, kde byl 6. září vážně zraněn a zemřel o několik dní později.
V roce 1664 se oženil s Dorotheou Polyxenou von Schärfenberg, manželství zůstalo bez potomstva. Rodině Schärfenbergů v té době patřilo na Moravě panství Vranov nad Dyjí, které Maxmilián od příbuzných své manželky převzal v roce 1667. Protože v té době pobýval jako voják v západní Evropě, správu Vranova fakticky zajišťoval jeho otec Konrád Baltazar, který nakonec v roce 1674 panství od svého syna koupil.
O generaci mladší nevlastní bratři z otcova druhého manželství se také významně uplatnili v císařských službách. František Otakar (1662–1699) byl vyslancem ve Švédsku (1690–1699) a nejmladší Gundakar Tomáš (1663–1745) patřil jako dlouholetý prezident dvorské komory k předním strůjcům finanční politiky habsburské monarchie v první polovině 18. století.